# Jorge do Palatinado
Jorge do Palatinado (em alemão:  Georg von der Pfalz; Heidelberga, 10 de fevereiro de 1486 - Castelo Kislau, 27 de setembro de 1529) foi Príncipe-Bispo de Espira (Speyer) de 1513 a 1529.

## Vida
Seus pais eram Filipe, Eleitor Palatino e sua esposa Margarida da Baviera-Landshut.
Ele ocupou cargos como cônego em Mainz, Trier e Speyer e foi reitor em Mainz de 1499 a 1506. De 10 de novembro de 1502, ele também foi decano de St. Donatian em Bruges. Mais tarde, ele foi padre em Hochheim e Lorch. Em 12 de fevereiro de 1513, ele se tornou bispo de Speyer. Ele estudou teologia em Heidenberg em 1514 e recebeu sua Ordem Sacra em 10 de julho de 1515. Em 22 de julho de 1515, foi consagrado bispo.

George procurou improvisar a disciplina entre o clero em sua diocese e proibiu o estudo dos escritos de Martinho Lutero. No entanto, ele não pôde evitar que seu bispo sufragâneo Engelbrecht se convertesse à nova fé. Em 28 de abril de 1523, ele publicou sua carta mais memorável ao seu clero, que declara:
Os ensinamentos suspeitos de Lutero, que se opõem à Santa Igreja Católica e às nossas tradições antigas, devemos mencionar para nossa grande angústia, foram aspergidos e semeados entre os crentes sem educação em muitos lugares e paróquias de nossa diocese por pastores e pregadores e outros, que não foram indicados por nós ou por nossos vigários gerais, causando não só aberrações, motins, homicídios e movimentos perigosos entre as comunidades .... Exortamos-vos a celebrar a missa sem impropriedades, com reclusão, seriedade, respeito, dignidade e prudência, com tanta devoção quanto possível, no temor de nosso Senhor, e para instruir as pessoas, não apenas ensinando-lhes a saudável doutrina católica, mas também por boas ações, por uma conduta irrepreensível e para encorajá-los pelo exemplo a serem piedosos, para que quando todos os problemas e desprezo pelo clero forem removidos, nós, como lutadores por Cristo e mediadores entre Deus e o povo, possamos prevenir nossa condenação eterna pela oração e pelas boas obras

-  Bispo George do Palatinado, em uma pastoral final de 28 de abril de 1534, Franz Xaver Remling: O trabalho de reforma no Palatinado, edição de 1929, p. 58-59
Por volta da Páscoa de 1525, a Guerra dos Camponeses Alemães se espalhou para a diocese de Speyer e camponeses rebeldes invadiram as adegas do bispo. George fugiu para Heidelberg e os camponeses ocuparam os castelos de Kislau, Rothenberg e Bruchsal, estabeleceram um governo provisório, invadiram o distrito de Udenheim e ameaçaram a própria Speyer. Em 29 de abril de 1525, George encontrou os rebeldes em Herrenalb e prometeu que eles teriam permissão para nomear um pregador de sua escolha. Ele abriu negociações com os rebeldes em Philippsburg e assinou um acordo com eles em 5 de maio de 1525. A revolta foi posteriormente derrubada por forças do Palatinado Eleitoral e outros principados.
George participou da Dieta de Speyer em 1529 e morreu em 27 de setembro de 1529. Ele foi enterrado na Catedral de Speyer. O monumento em seu túmulo foi destruído pelas tropas francesas em 1689, durante a Guerra dos Nove Anos.